# Арбузов, Ярослав Игоревич
Ярослав Игоревич Арбузов (род. 12 января 2004, Луганск) — российский футболист, полузащитник калининградской «Балтики», выступающий за волгоградский «Ротор» на правах аренды.

## Биография
Родился 12 января 2004 года в Луганске. Занимался футболом в академии местной «Зари». В 2017 году в составе команды из ЛНР «Луганская футбольная академия» занял третье место на турнире «Малая земля» в Новороссийске. С 2019 года находится в системе московского ЦСКА. В составе молодёжной команды стал победителем М-лиги 2021/22. За основной состав ЦСКА дебютировал 22 июля 2023 года в матче 1-го тура РПЛ против «Урала» (1:2), в котором заменил на 84-й минуте Кирилла Набабкина. 26 июля появился в стартовом составе на кубковый матч с «Оренбургом» (6:0) и в первые 15 минут матча отметился забитым голом и спровоцировал удаление вратаря противника.
1 января 2024 года перешёл в калининградскую «Балтику», заключив контракт до 30 июня 2028 года. У ЦСКА остаётся опция обратного выкупа. 4 сентября 2024 года перешёл в песчанокопскую «Чайку» на правах аренды до конца сезона 2024/25. 2 июля 2025 года перешёл в волгоградский «Ротор» на правах аренды до конца сезона 2025/26.

## Карьера в сборной
В мае 2023 года сыграл в двух товарищеских матчах сборной России до 19 лет против команды ОАЭ и забил гол.

## Достижения
ЦСКА
- Победитель М-Лиги: 2021/22

## Статистика
| Выступление      | Выступление      | Выступление      | Чемпионат | Чемпионат | Кубки | Кубки | Итого | Итого |
| Клуб             | Лига             | Сезон            | Игры      | Голы      | Игры  | Голы  | Игры  | Голы  |
| ---------------- | ---------------- | ---------------- | --------- | --------- | ----- | ----- | ----- | ----- |
| ЦСКА             | Премьер-лига     | 2023/24          | 2         | 0         | 2     | 1     | 4     | 1     |
| ЦСКА             | Итого            | Итого            | 2         | 0         | 2     | 1     | 4     | 1     |
| Всего за карьеру | Всего за карьеру | Всего за карьеру | 2         | 0         | 2     | 1     | 4     | 1     |